# Cynoglossum hintoniorum
Cynoglossum hintoniorum là loài thực vật có hoa trong họ Mồ hôi. Loài này được B.L.Turner mô tả khoa học đầu tiên năm 1995 publ. 1996.